# Liste d'exécutions ratées
 (août 2024).
La mise en forme du texte ne suit pas les recommandations de Wikipédia : il faut le « wikifier ».
Les points d'amélioration suivants sont les cas les plus fréquents. Le détail des points à revoir est peut-être précisé sur la page de discussion.
- Les titres sont pré-formatés par le logiciel. Ils ne sont ni en capitales, ni en gras.
- Le texte ne doit pas être écrit en capitales (les noms de famille non plus), ni en gras, ni en italique, ni en « petit »…
- Le gras n'est utilisé que pour surligner le titre de l'article dans l'introduction, une seule fois.
- L'italique est rarement utilisé : mots en langue étrangère, titres d'œuvres, noms de bateaux, etc.
- Les citations ne sont pas en italique mais en corps de texte normal. Elles sont entourées par des guillemets français : « et ».
- Les listes à puces sont à éviter, des paragraphes rédigés étant largement préférés. Les tableaux sont à réserver à la présentation de données structurées (résultats, etc.).
- Les appels de note de bas de page (petits chiffres en exposant, introduits par l'outil «  Source ») sont à placer entre la fin de phrase et le point final[comme ça].
- Les liens internes (vers d'autres articles de Wikipédia) sont à choisir avec parcimonie. Créez des liens vers des articles approfondissant le sujet. Les termes génériques sans rapport avec le sujet sont à éviter, ainsi que les répétitions de liens vers un même terme.
- Les liens externes sont à placer uniquement dans une section « Liens externes », à la fin de l'article. Ces liens sont à choisir avec parcimonie suivant les règles définies. Si un lien sert de source à l'article, son insertion dans le texte est à faire par les notes de bas de page.
- La présentation des références doit suivre les conventions bibliographiques. Il est recommandé d'utiliser les modèles {{Ouvrage}}, {{Chapitre}}, {{Article}}, {{Lien web}} et/ou {{Bibliographie}}. Le mode d'édition visuel peut mettre en forme automatiquement les références.
- Insérer une infobox (cadre d'informations à droite) n'est pas obligatoire pour parachever la mise en page.

Pour une aide détaillée, merci de consulter Aide:Wikification.
Si vous pensez que ces points ont été résolus, vous pouvez retirer ce bandeau et améliorer la mise en forme d'un autre article.
Une exécution ratée est une tentative de mise à mort qui échoue en raison de défauts dans la méthode employée, entraînant une prolongation de la souffrance de la victime ou une mort non accomplie. Cela peut résulter de problèmes techniques, d'erreurs humaines, de mauvaise application des procédures prévues, ou de méthodes peu efficaces qui peuvent dans certains cas être assimilées à de la torture,.

## Avant 1900
- Thomas Cromwell (1540) – Décapitation à la hache. Le bourreau a de grandes difficultés pour trancher sa tête. Édouard Hall, un chroniqueur contemporain, écrit qu'ensuite Cromwell « souffrit patiemment le coup de hache, assené par un ladre déguenillé et aux manières de boucher, qui accomplit son office de manière très mauvaise »[3]. Sa tête est ensuite bouillie et exhibée sur une pique sur le pont de Londres.
- Margaret Pole, Comtesse de Salisbury (1541) – Décapitation à la hache. Le bourreau inexpérimenté s'y serait repris à 11 reprises avant de finalement la décapiter[4]. Certaines sources affirment que Margaret a refusé de poser la tête sur le bloc, déclamant : « Les traîtres devraient le faire aussi, et je n'en suis aucun » ; selon le récit, elle tournait la tête "dans tous les sens", disant au bourreau que, s'il voulait sa tête, il devait la prendre comme il pouvait, bien que cela puisse être apocryphe[5].
- Mary, reine d'Écosse (1587) – Décapitation à la hache. L'exécution a nécessité trois coups[6].
- Anne Greene (1650) – Pendaison. Elle a été retrouvée vivante, dans son cercueil, un jour après sa pendaison, avec un pouls et une respiration faible. Libérée après cet échec d'exécution.[citation nécessaire]
- William Russell, Lord Russell (1683) – Décapitation à la hache. Le bourreau, Jack Ketch, a ensuite écrit une lettre d'excuses pour avoir mal conduit l'exécution en raison de sa distraction.[citation nécessaire]
- James Scott, 1st Duke of Monmouth (1685) – Décapitation à la hache. Jack Ketch a mis entre cinq et huit coups pour le décapiter.[citation nécessaire]
- John Smith (1705) – Pendaison (tentative). Il a survécu après avoir été suspendu pendant 25 minutes. Libéré après cet échec d'exécution.[citation nécessaire]
- William Duell (1740) – Pendaison (tentative). A survécu à l'exécution après avoir été laissé pendu par le cou pendant environ 20 minutes. Peine commuée en prison à vie.
- Arthur Elphinstone, 6ème Lord de Balmerino (1746) – Décapitation à la hache. On raconte qu'il fallut trois coups pour le décapiter.
- Robert-François Damiens (1757) – Écartèlement. Les membres ne pouvaient pas être arrachés et ont dû être découpés.[citation nécessaire]
- Joseph Samuel (1805) – Pendaison (tentative). A survécu à trois tentatives pour le pendre. Peine commuée en réclusion à perpétuité.[citation nécessaire]
- Charles Getter (1833) – Pendaison (tentative). A survécu à la première tentative de pendaison.
- John McCaffary (1851) – Pendaison. La pendaison a d'abord échoué et il a été étranglé pendant environ 20 minutes.[citation nécessaire]
- John Tapner (1854) – Pendaison. La corde ne lui a pas brisé le cou et il est mort par strangulation après avoir été suspendu pendant 12 minutes[7].
- James Stephens (1860) – Pendaison. Il se contorsionna et gargouilla avant de mourir asphyxié[8].
- Henry Wirz (1865) – Pendaison. La boucle standard utilisée n'a pas réussi à lui briser le cou et il est mort lentement par strangulation.[citation nécessaire]
- Thomas Scott (1870) – Peloton d'exécution. La première salve ne l'a pas tué, après avoir reçu une balle dans le haut de la poitrine et une fois dans l'épaule. Il a ensuite reçu une balle à l'arrière de la tête, mais la balle est sortie par le côté gauche de la mâchoire. Il a ensuite été mis dans un cercueil, où il est décédé plus tard.
- Mary Ann Cotton (1873) – Pendaison. La corde était trop courte pour lui briser le cou et elle est morte lentement par strangulation.[citation nécessaire]
- Wallace Wilkerson (1879) – Peloton d'exécution. Il est mort d'une hémorragie 15 minutes après le coup de feu, n'ayant pas été touché au cœur.
- John "Babbacombe" Lee (1885) – Pendaison (tentative). A survécu à trois tentatives après que la trappe n'a pas réussi à s'ouvrir ; peine commuée par la suite en réclusion à perpétuité.[citation nécessaire]
- Robert Goodale (1885) – Pendaison. La corde était trop longue et trop mesurée, ce qui l'a amené à être décapité[9].
- Moses Shrimpton (1885) – Pendaison. Les muscles de son cou étaient trop faibles et il a été décapité[10].
- Roxana Druse (1887) – Pendaison. La dernière femme pendue en l'État de New York, et la première femme pendue en 40 ans dans le centre de New York. Son exécution ne l'a pas tuée sur le coup, ce qui a motivé les autorités new-yorkaises à remplacer la potence par la chaise électrique.
- William Kemmler (1890) – Chaise électrique. Premier homme à être électrocuté à l'aide de la chaise électrique. L'exécution a duré huit minutes, les vaisseaux sanguins sous la peau se rompant et saignant[11].

## XXesiècle
- Martin Stickles (1901) – Pendaison. La goutte a été mal calculée, ce qui lui a valu de graves lacérations au cou.
- Tom "Black Jack" Ketchum (1901) – Pendaison. La corde utilisée était trop longue et il a été décapité. Cette situation était exacerbée par le fait qu'il avait pris beaucoup de poids pendant sa détention.
- William Williams (1906) – Pendaison. Il a heurté le sol après avoir franchi la trappe de la potence. Trois hommes ont dû maintenir son corps par la corde pendant plus de 14 minutes jusqu'à ce que Williams meure finalement des suites d'un étranglement.
- Wenceslao Moguel (1915) – Peloton d'exécution (tentative). Il a reçu neuf balles avant de recevoir le coup de grâce. Il a survécu, bien qu'il ait été défiguré ; il est décédé en 1976.
- Hamilton (1921) – Pendaison. La chute était trop longue et il fut décapité par la corde[12],[13].
- Constantine Beaver (1929) – Pendaison. La goutte n'a pas pu lui briser le cou et il est mort étranglé[14].
- Eva Dugan (1930) – Pendaison. Elle a été décapitée par la corde.
- Gordon Northcott (1930) – Pendaison. La corde était trop détendue pour lui briser le cou. Il lui a fallu 13 minutes pour mourir par strangulation[15].
- Thomasina Sarao (1935) – Pendaison. Son poids a été mal calculé et elle a été décapitée[16].
- Earl Gardner (1936) – Pendaison. En tombant de la trappe, son épaule a heurté le côté de la trappe, ce qui a amorti sa chute et l'a conduit à s'étrangler pendant plus d'une demi-heure[17].
- Allen Foster (1936) – Chambre à gaz. Foster a été la première personne à être exécutée par chambre à gaz en Caroline du Nord. Il lui a fallu 10 minutes pour perdre connaissance. Alors qu'il était gazé, il a crié : « Sauvez-moi, Joe Louis ! Sauvez-moi, Joe Louis ! Ses yeux montraient visiblement des signes de souffrance et sa tête était renversée alors qu'il était asphyxié. Avant de perdre connaissance, il a commencé à avoir de violentes convulsions pendant 10 minutes pendant lesquelles il était conscient, il a penché la tête en avant sur sa poitrine et ses yeux étaient exorbités. Il a fallu plus de 12 minutes à Foster pour mourir[18].
- Certaines exécutions à la suite du Procès de Nuremberg (1946) – Pendaison. Il est probable que des erreurs de calcul aient conduit le bourreau à utiliser des cordes trop courtes pour certaines exécutions, ce qui a empêché la victime de briser le cou et donc une mort plus lente par strangulation, bien que l'armée américaine l'ait nié. De plus, la trappe de la potence avait été construite si petite que certains condamnés heurtaient les côtés de la trappe lors de la chute[19],[20].
- Willie Francis (1946) – Chaise électrique (tentative). La chaise électrique portative de Francis a été mal installée avant l'exécution par un gardien et un détenu en état d'ébriété, ce qui a fait que le courant n'était pas assez fort pour tuer Francis ou le faire perdre connaissance. En conséquence, l'exécution a échoué et on pouvait entendre Francis crier "Enlevez-le ! Enlevez-le ! Laissez-moi respirer !" par des témoins. Il a été exécuté avec succès un an plus tard.
- Ethel Rosenberg (1953) – Chaise électrique. Ethel et Julius Rosenberg formaient un couple marié à New York, reconnu coupable d'espionnage pour le compte de l'URSS. L'exécution de Julius s'est déroulée sans problème. Ethel a été électrocutée trois fois et après que ses attaches ont été retirées, les médecins ont déterminé qu'elle était toujours en vie. Elle a été électrocutée à deux reprises, avec de la fumée s'échappant de l'électrode principale, avant d'être déclarée morte.
- James Larry Upton (1956) – Chaise électrique. Upton fut la dernière personne à être exécutée par chaise électrique au Nouveau Mexique, qui adopta ensuite la chambre à gaz. Le capuchon de l'électrode principale ne s'adaptait pas à Upton, c'est pourquoi un capuchon improvisé a été fabriqué à partir d'une parka. Au cours de son exécution, la fourrure de la parka a commencé à dégager de la fumée, puis s'est enflammée à cause de la haute tension électrique qui a suivi[21].
- Arthur Lucas (1962) – Pendaison. Lucas a été l'un des deux derniers hommes à être exécutés au Canada. Il a été presque complètement décapité à cause d'une erreur de calcul de son poids par le bourreau.
- Julián Grimau (1963) – Peloton d'exécution. Les soldats qui conduisaient le peloton d'exécution étaient nerveux et ont bâclé l'exécution[22].
- Maru Sira (1975) – Pendaison. Il était inconscient lors de son exécution parce qu'il avait été préalablement mis sous sédatif pour prévenir une tentative d'évasion. Lors de l'exécution de Sira, il a été allongé sur la trappe, empêchant la corde de lui fracturer le cou, le conduisant à l'étrangler à mort[23].
- Ginggaew Lorsoungnern (1979) – Peloton d'exécution (tentative). Elle a survécu à une première série de dix coups de feu. À cause de son situs inversus, aucune des balles n'avait touché son cœur. Après avoir été amenée à la morgue, on a découvert qu'elle était toujours en vie. Elle est décédée après une deuxième salve de coups de feu.
- Frank J. Coppola (1982) – Chaise électrique. L'exécution de Coppola était la première en Virginie depuis l'exécution ratée de 1976. Il a fallu deux décharges électriques de 55 secondes pour le tuer. Des témoins ont également rapporté avoir vu du feu s'échapper de l'électrode attachée à la jambe de Coppola.
- Jimmy Lee Gray (1983) – Chambre à gaz. L'exécution de Gray était la première au Mississipi depuis 1976. Il s'est cogné à plusieurs reprises la tête contre une barre de fer pendant qu'il était gazé. Après l'exécution de Gray, des appuis-tête ont été ajoutés à la barre de fer à l'intérieur de la chambre à gaz[24].
- John Louis Evans (1983) – Chaise électrique. L'exécution d'Evans était la première en Alabama depuis 1976. Dans la chaise électrique de l'Alabama nommée "Yellow Mama", il a fallu trois charges et a duré 24 minutes pour qu'il meure. Cela a laissé son corps calciné et recroquevillé.
- Al-Sadek Hamed Al-Shuwehdy (1984) – Pendaison. La chute était trop courte, ce qui l'a amené à s'étrangler. Il est mort après que ses jambes aient été tirées par Huda Ben Amer.
- Alpha Otis Stephens (1984) – Chaise électrique. La première charge d'électricité de 2 080 volts administrée pendant deux minutes n'a pas réussi à le tuer, et il a eu du mal à respirer pendant huit minutes avant qu'une deuxième charge provoque sa mort[25].
- Stephen Peter Morin (1985) – Injection létale. Il a dû être sondé avec des aiguilles dans les bras et les jambes pendant 45 minutes, avant de pouvoir trouver une veine appropriée[26].
- William Earl Vandiver (1985) – Chaise électrique. Il respirait encore après la première décharge de 2 300 volts. Il a fallu au total cinq décharges et 17 minutes pour tuer Vandiver. L'avocat de Vandiver, qui avait été témoin de l'exécution, a décrit de la fumée et une odeur de brûlé[27].
- Randy Lynn Woolls (1986) – Injection létale. Il devait aider les techniciens d'exécution à trouver une veine utilisable[28].
- Elliot Rod Johnson (1987) – Injection létale. La veine fut difficile à trouver, beaucoup étant endommagées à cause de sa toxicomanie, ce qui a fait que l'exécution a duré près d'une heure[29].
- Raymond Landry Sr. (1988) – Injection létale. L'exécution a mis 40 minutes et 24 minutes pour que Landry meure. Deux minutes après son exécution, la seringue s'est détachée de sa veine, projetant des produits chimiques à travers la pièce, en direction des témoins. Il a ensuite fallu 14 minutes aux bourreaux pour réinsérer le catheter dans sa veine. Landry a gémi au moins une fois lors de son exécution[30].
- Stephen Albert McCoy (1989) – Injection létale. Il a eu une réaction violente aux produits qui lui a fait gonfler la poitrine. De plus, il haletait, s'étouffait et s'arque-boutait sur la table. Un témoin s'est évanoui pendant l'exécution.
- Horace Franklin Dunkins Jr. (1989) – Chaise électrique. Les câbles des électrodes étaient mal connectés et il a survécu à la première décharge électrique. Une fois les câbles correctement reconnectés, il a été tué dans une autre décharge. L'exécution entière a mis 19 minutes avant qu'il meure[31].
- Jesse Joseph Tafero (1990) – Chaise électrique. Celle ci a mal fonctionnée provoquant la sortie de flammes de la tête de Tafero. Trois décharges électriques ont été nécessaires pour exécuter Tafero, au cours d'un processus qui a duré sept minutes.
- Charles Thomas Walker (1990) – Injection létale. L'exécution de Walker était la première en Illinois depuis 1976. Lors de son exécution, il y a eu un pli dans le tube et l'aiguille était pointée vers ses doigts au lieu de son cœur, prolongeant ainsi son exécution[32].
- Wilbert Lee Evans (1990) – Chaise électrique. Des témoins ont observé du sang couler des yeux, du nez et de la bouche d'Evans lorsque l'électricité a été administrée. Il a fallu deux chocs pour le tuer.
- Derick Lynn Peterson (1991) – Chaise électrique. Après un cycle de 1 725 volts pendant 10 secondes, suivi de 240 volts pendant 90 secondes, le médecin de la prison a déterminé qu'il était toujours en vie. Le cycle a ensuite dû être répété une seconde fois pour que Peterson meure[33].
- Ricky Ray Rector (1992) – Injection létale. Il a fallu plus de 50 minutes au personnel d'exécution pour trouver une veine appropriée dans le bras de Rector. Des témoins ont entendu Rector gémir bruyamment huit fois tout au long de son exécution. Pendant l'épreuve, Rector a aidé le personnel d'exécution à trouver une veine[34].
- Donald Eugene Harding (1992) – Chambre à gaz. L'exécution de Harding était la première en Arizona depuis 1976. Son asphyxie a duré 11 minutes avant que la mort ne soit finalement confirmée. Tout au long de son exécution, il a eu de multiples convulsions et spasmes violents.
- David Scarborough Lawson (1994) – Chambre à gaz. L'exécution de Lawson fut la première exécution par chambre à gaz en Caroline du Nord depuis 1976. Du cyanure de sodium a été jeté dans un bol d'acide sulfurique. Sous la chaise de contention, l'acide a éclaboussé sa jambe droite, le faisant si fort que la sangle qui retenait sa jambe droite s'est cassée. Au cours de son exécution, il a crié à plusieurs reprises « Je suis humain » avec du mucus coulant de son nez sur son bandeau en cuir, alors qu'il gémissait en même temps. Ses cris s'étouffaient lentement après chaque minute. L'exécution de Lawson a duré environ 10 minutes jusqu'à sa mort et son corps tremblait encore après. Après l'exécution de Lawson, des « protections anti-éclaboussures » ont ensuite été ajoutées sur la chaise de contention à l'intérieur de la chambre à gaz pour empêcher une nouvelle rupture de la sangle. La chambre à gaz de Caroline du Nord n'a été utilisée qu'une seule fois, avant d'être mise hors service[35],[36].
- Jerry White (1995) – Chaise électrique. Des témoins ont rapporté que lorsque l'électricité a été administrée pour la première fois, White a poussé un cri dont l'intensité s'est atténuée à mesure que l'exécution se poursuivait. En 1999, lors d'audiences en Floride visant à déterminer si la chaise électrique était une méthode d'exécution constitutionnelle, un témoin a déclaré avoir entendu White respirer tandis que l'électricité circulait dans son corps, bien qu'il ne puisse pas dire si White inspirait ou expirait[37],[38].
- Pedro Luis Medina (1997) – Chaise électrique. Lors de son exécution sur la chaise électrique de Floride, la tête de Medina a éclaté en flammes en forme de couronne et a rempli la chambre de fumée.
- Zoleykhah Kadkhoda (1997) – Lapidation (tentative). Elle a été retrouvée vivante dans une morgue après avoir été lapidée en public[39].
- Allen Lee Davis (1999) – Chaise électrique. Davis a été la dernière personne à être exécutée sur chaise électrique en Floride. Il a saigné abondamment du nez lors de l'électrocution et a subi des brûlures à la tête, à la jambe et à l'aine. Son exécution a provoqué un tollé et a poussé la Floride à adopter l'injection létale comme principale méthode d'exécution. La chaise électrique n’est désormais qu’une méthode d’exécution secondaire en Floride et dans le reste des États américains qui l’autorisent.

## XXIesiècle
- Joseph Lewis Clark (2006) – Injection létale. L'exécution a duré près de 90 minutes.
- Ángel Nieves Díaz (2006) – Injection létale. Il avait besoin d'une dose supplémentaire de drogue pour être exécuté. Le processus complet a duré environ 34 minutes, contre 7,5 minutes habituellement. Une autopsie a révélé que les perfusions avaient été mal insérées entre ses veines et ses tissus mous sous-cutanés.
- Barzan Ibrahim al-Tikriti (2007) – Pendaison. La corde était trop longue en raison d'une erreur de calcul, et il fut décapité.
- Romell Broom (2009) – Injection létale (tentative). Il a pleuré de douleur après avoir été piqué 18 fois avec des aiguilles. L'exécution a été annulée au bout de deux heures[40]. Une deuxième exécution était prévue pour 2022, mais il est décédé en prison en 2020 avant qu’elle puisse avoir lieu.
- Alireza M. (2013) – Pendaison (tentative). Il a été retrouvé vivant à la morgue après avoir été pendu pendant 12 minutes[41].
- Dennis McGuire (2014) – Injection létale. Exécuté à l'aide d'une nouvelle combinaison de drogues mortelles non testées, il lui a fallu plus de 25 minutes pour mourir.
- Clayton Lockett (2014) – Injection létale. A été observé en train de convulser et d'essayer de parler pendant 43 minutes après l'administration des produits, avant de mourir d'une crise cardiaque.
- Joseph Wood (2014) – Injection létale. Au lieu des dix minutes habituelles pendant lesquelles une dose suffit à le tuer, il a subi une procédure d'injection de deux heures au cours de laquelle on lui a injecté le cocktail  de produits à 15 reprises.
- Alva Campbell (2017) – Injection létale (tentative). Les bourreaux n'ont pas réussi à trouver une veine appropriée. Une deuxième tentative était prévue pour 2019, mais il est décédé en prison de causes naturelles en 2018.
- Doyle Lee Hamm (2018) – Injection létale (tentative). A été piqué avec des aiguilles pendant plus de deux heures et demie alors que l'équipe d'exécution tentait de localiser une veine appropriée. L'exécution a échoué. L'État de l'Alabama a par la suite accepté de ne pas tenter de l'exécuter à nouveau dans le cadre d'un règlement confidentiel, réduisant ainsi sa peine à la réclusion à perpétuité sans possibilité de libération conditionnelle. Il est décédé d’un cancer (qui avait contribué à l’échec de l'exécution) en prison en 2021.
- Wesley Ira Purkey (2020) – Injection létale. Les résultats de son autopsie montrent qu'il a subi un grave œdème pulmonaire pendant son exécution
- John Marion Grant (2021) – Injection létale. La plupart des témoins ont observé Grant convulser, s'efforcer de résister à ses attaches, avoir du mal à respirer et vomir. Il a mis 21 minutes pour mourir. Son autopsie a montré que les drogues d'exécution lui avaient causé un œdème pulmonaire soudain.
- Joe Nathan James Jr. (2022) – Injection létale. Son exécution a duré trois heures. Une autopsie a montré que les responsables de la prison avaient du mal à insérer des intraveineuses dans le corps de James, tentant d'établir des lignes intraveineuses dans ses jointures et perforant par inadvertance ses muscles. L’exécution de James a été la plus longue exécution bâclée connue de l’histoire américaine[42],[43],[44].
- Alan Eugene Miller (2022) – Injection létale (tentative). Miller a affirmé avoir déposé des documents demandant la nouvelle méthode d'exécution inutilisée de l'Alabama, l'asphyxie par azote, mais les autorités n'étaient pas prêtes à procéder à une exécution par hypoxie et ont affirmé qu'elles n'avaient pas ses documents, il a donc été soumis à une injection létale. Pendant plus de deux heures, les responsables de la prison ont tenté d'établir une ligne intraveineuse à 18 reprises avant d'annuler l'exécution en raison de la date limite de minuit pour l'exécution de Miller. Par la suite, les responsables de l'Alabama sont convenus de ne plus jamais soumettre Miller à une injection létale et qu'il ne pourrait être mis à mort que par hypoxie à l'azote[45],[46].
- Kenneth Eugene Smith (2022) – Injection létale (tentative). Smith a été attaché à la civière d'exécution et plusieurs tentatives ont été faites pour lui mettre une intraveineuse dans les bras, et il a été piqué à plusieurs reprises avec l'aiguille dans la clavicule. Les responsables de la prison ont annulé l'exécution ; Smith est resté attaché à la civière et n'a pas été immédiatement alerté du fait qu'il ne serait pas exécuté cette nuit-là. La tentative d'exécution de Smith a incité le gouverneur de l'Alabama Kay Iveyde à suspendre temporairement la peine de mort en Alabama pour permettre une enquête sur les cas d'injections létales ratées dans cet État. Le 25 janvier 2024, Smith a été exécuté par hypoxie à l'azote[47],[48].
- Thomas Eugene Creech (2024) – Injection létale (tentative). L'exécution a été annulée après que l'équipe médicale n'a pas réussi à trouver une veine appropriée[49].